# 1963 у футболі
Нижче наведені футбольні події 1963 року у всьому світі.

## Події
- Відбувся четвертий кубок африканських націй, перемогу на якому здобула збірна Гани.

## Засновані клуби
- Бурсаспор (Туреччина)
- Дайнамоз (Зімбабве)
- Карпати (Львів)

## Національні чемпіони
- Англія: Евертон
- Аргентина: Індепендьєнте (Авельянеда)
- Італія: Інтернаціонале
- Іспанія: Реал Мадрид
- СРСР: Динамо (Москва)
- ФРН: Боруссія (Дортмунд)
- Швеція: Норрчепінг
- Шотландія: Рейнджерс